# Станіслав Дибовіцький
Станіслав Дибовіцький (Дибович) (лат. Stanislaw Dibovicius, пол. Stanisław Dybowicki; нар. бл. 1560, Перемишль — пом. 1618, Львів) — львівський лікар, лавник (1584—1590), міський райця (1590—1617) і бурмистр (1594, 1601).
Попри скромне походження, здобув ступінь доктора медицини у Болонському університеті. Особистий лікар короля Речі Посполитої Сигізмунда ІІІ Вази.
Похований у каплиці Кампіанів.

## Родина
- Дружина: Катарина Шимонович з Бжезін (Бжезінська) пол. Katarzyna Szymonowicz z Brzezin, дочка Анжея Шимоновича з Бжезін і Анни Вольф Шольц, дочки львівського патриція (Вольфґанґа Шольца)
- Дочка: Доміцела (пол. Domicela)